# Dzieci z Brodą
Dzieci z Brodą – dziecięcy zespół muzyczny wykonujący piosenki o tematyce religijnej. 

## Historia
Na początku (1998) były „Kolędy z Brodą” – czyli kolędowy projekt Joszka Brody – to pierwsze wydarzenie artystyczne, w którym dzieci wzięły udział. Trasa koncertowa oraz nagrania z udziałem między innymi Antoniny Krzysztoń, Józefa Brody, Janusza Grzywacza, Wojciecha Waglewskiego, Pospieszalskich, artystów flamenco i górali z Koniakowa i Istebnej. 
W 2000 roku Telewizja Polska zrealizowała teledysk do kolędy „Śliczna Panienka”. Wtedy powstał pomysł, żeby stworzyć z dzieciakami zespół. Zaczęła się współpraca z programem Ziarno, w wyniku której powstało 10 teledysków oraz płyta Normalnie szok! wydana w 2002 roku. 
Kolejna płyta zespołu powstała w 2003 roku. Halo Halo Dzieci Europy to przede wszystkim nowatorskie, folkowe brzmienie, inspiracja muzyką etniczną Europy w wykonaniu wybitnych artystów. Płyta została zaśpiewana w 11 językach europejskich przez małych wykonawców z wielu krajów. Powstały 3 teledyski do tego projektu, w tym klip Hej ruku andi, który zdobył nagrodę Yach 2003. 
Kolejny album zespołu, wydany w 2004 roku to Czuwaj wiaro!. Piosenki z Powstania Warszawskiego wykonane przez dzieci i wybitnych polskich muzyków. W związku z tą płytą Jan Pospieszalski zrealizował dla Telewizji Polskiej program „Piosenki, co na order zasłużyły”. Teledyski z tego programu są obecne jako stała ekspozycja w Muzeum Powstania Warszawskiego.
Dzieciaki występują z Joszkiem w Polsce i Europie, są częstym gościem w programach telewizyjnych. Zespół wziął udział w akcji Pomóż Dzieciom Przetrwać Zimę nagrywając piosenkę i teledysk „Podziel się”. W 2006 roku dzieciaki śpiewały dla Papieża Benedykta XVI piosenkę „Benedetto” na lotnisku w Balicach. 
W kwietniu 2008 zostało zrealizowane nagranie płyty Na Dunaj: Kolędy ze wschodu, które ukazało się w listopadzie 2008 roku.

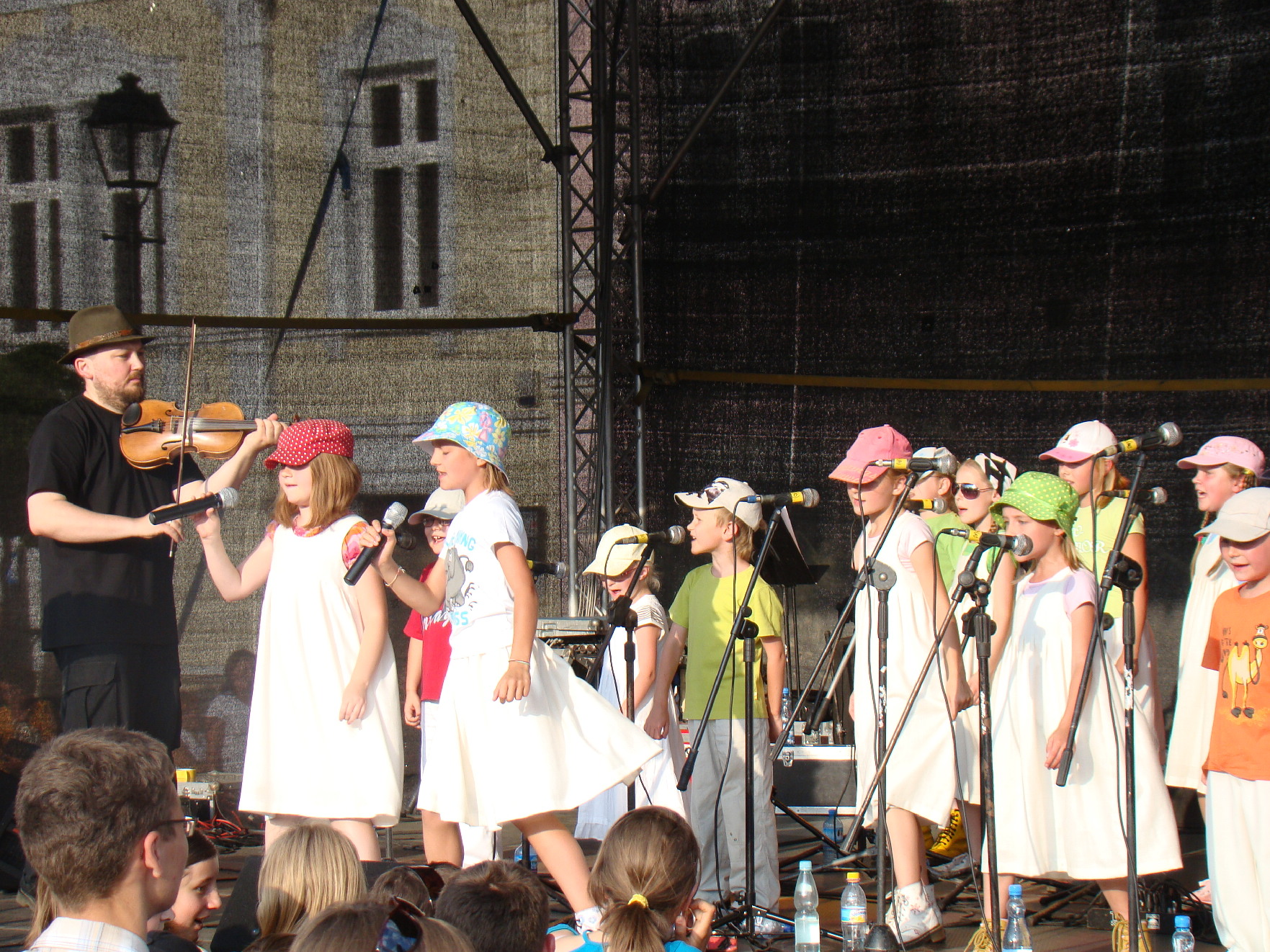
Dzieci z Brodą podczas koncertu w Sanoku (2009). Z lewej Joszko Broda

## Dyskografia

### Albumy
- 2002 - Normalnie szok!
- 2003 - Halo Halo Dzieci Europy
- 2004 - Czuwaj wiaro!
- 2008 - Na Dunaj: Kolędy ze wschodu
- 2009 - Potwory wyłażą z nory

### Piosenki
- 2000 - Śliczna Panienka
- 2001 - Zebra na drodze
- 2003 - Podziel się
- 2006 - Benedetto

## Teledyski
- 2000 Śliczna Panienka
- 2001 Granie i śpiewanie
- 2001 Owieczki
- 2001 Hosanna
- 2001 Śmierci nie ma
- 2001 Niebo
- 2001 Mama
- 2001 Pełna chata
- 2002 Owoce
- 2002 Stworzenie
- 2002 Arka Noego
- 2003 Hej ruku andi
- 2002 Zebra
- 2002 Podziel się
- 2004 Halo Halo
- 2004 Mała Oda
- 2004 Pałacyk Michla
- 2004 Siekiera motyka
- 2004 Warszawo ma
- 2004 Warszawskie Dzieci
- 2004 Sanitariuszka Małgorzatka
- 2004 Serce w plecaku
- 2006 Benedetto
- 2007 Warszawianka
- 2013 Życie czeka